# Яо Їґе
Яо Їґе (21 вересня 1987) — китайська плавчиня.
Учасниця Олімпійських Ігор 2012 року, де в попередніх запливах на дистанції 200 метрів на спині посіла 22 місце і не потрапила до півфіналів.